# 歷史記憶法
《歷史記憶法》（西班牙語：或）是一套由何塞·路易斯·羅德里格斯·薩帕特羅的西班牙工人社會黨政府於2006年提出的法律草案，希望禁止佛朗哥主義（弗朗西斯科·佛朗哥独裁）的稱讚。該法旨在
- 否定佛朗哥政權的合法性
- 強制所有公立機構清拆記念佛朗哥的銅像，牌匾與所有其他標誌，與及
- 設立機制賠償給受佛朗哥軍法審判的受害者
- 禁止在紀念佛朗哥的地方（如墓地）進行政治活動，紀念被其統治下受害人的活動例外
- 在一段時間內，容許受佛朗哥迫害而流亡外國的人及其後人回國，成為國民

此法案於2006年6月28日在內閣通過，於2007年10月30日在下議院通過，於同年12月10日在上議院通過，並於12月26日生效。

## 拆像爭議
清拆記念佛朗哥的銅像的要求是此法案最有爭議之部分，一些政治保守勢力反駁指執政黨（工人社會黨）此舉重開歷史傷口，直指史觀不可能由單一政黨壟斷，指執政黨分化國民。
支持此草案者認為清拆紀念佛朗哥是轉型正義之必要，尤其是近年紀念佛朗哥的政治活動增加，危害西班牙的民主永續。
2008年12月18日，相信是佛朗哥最後一個公開的銅像於桑坦德拆毀。

## 外部連結
- （西班牙文）草案全文 (PDF)
- （英文）報導 （页面存档备份，存于）
- （英文）報導人民黨的反駁
- （英文）此立法的作用 （页面存档备份，存于）